# 奈良崎まどか
奈良﨑 まどか（ならざき まどか、1978年2月19日 - ）は、日本の女優。東京都出身。劇団東京ヴォードヴィルショー所属。

## 人物
身長160cm。体重50kg。血液型A型。
3歳からクラシック・バレエを初め、バレリーナを目指すが足の怪我により断念。
女優業の傍ら、ジャズダンス講師としても活動している。
趣味はバイク、音楽鑑賞、料理。特技はバレエ、ジャズダンス、ピアノ。

## 出演作品

### 舞台
劇団東京ヴォードヴィルショー公演
- 第5期生卒業公演「Strangers」（1999年）
- 波noriルネッサンスプロデュース
  - vol.1「宝船」（2000年）
  - vol.2「とびっきりヘヴン」（2000年）
  - vol.3「愛人WOMINA娘」（2001年）
- 第56回公演「俺達の聖夜」「明日を心の友として」（2001年）
- 第57回公演「日暮里泥棒物語」（2002年）
- 第58回公演「その場しのぎの男たち」（2003年）
- 京極圭プロデュース
  - vol.1「ハイポキ」（2005年）
  - vol.2「ビデオスターの悲劇」（2007年）
  - vol.3「Root Beers」（2010年）
- U-40 バージョン「竜馬の妻とその夫と愛人」（2006年）
- 花組エキスプレス「あほんだらすけ18」（2006年）
- 第61回公演「エキストラ」（2006年）
- 第62回公演「エキストラ」（2007年 - 2008年）
- 第63回公演「見下ろしてごらん、夜の町を。」（2008年 - 2009年）
- テアトルBONBONこけら落とし特別公演「その人、女優?」（2009年）
- 第66回公演 創立40周年記念興行第1弾「トノに降る雨」（2012年）
- 第68回公演 創立40周年記念興行第3弾「パパのデモクラシー」（2013年）
- 第69回公演 創立40周年記念興行第4弾「その場しのぎの男たち」（2013年 - 2014年）
- 東北・北海道「トノに降る雨」（2014年）

外部公演
- 石井愃一プロデュース「僕の錬金時間」（1999年）
- スタンド・バイ・ミー（2004年）
- 君恋し（2005年）
- 仇討物語・でんでん虫（2007年）
- 松原祭「黄昏れて、途方に暮れて」（2007年）
- smile priority M.S.I「また逢う日まで」（2009年）
- コントンクラブ（2009年）
- 劇団東京イボンヌ第4回公演「シューマンに関すること」（2010年）
- コントンクラブ image2.（2010年）
- abc★赤坂ボーイズキャバレー（2010年） - 藤井真樹子
  - abc★赤坂ボーイズキャバレー 〜2回表!〜 -喝! & 勝つ!-（2011年） - 藤井真樹子
- コントン・クラブimage5（2011年）
- 劇団EASTONES第八弾「忍者桃丸伝～そのNINJA多少難あり～」（2013年）
- 日本喜劇人まつり2014時代劇喜劇「おっとっとっと三度笠」（2014年）

### テレビドラマ
- 蘇える金狼（1999年）
- らせん（1999年）
- 救急ハート治療室（1999年）
- 百獣戦隊ガオレンジャー（2001年） - カップル女
- 世にも奇妙な物語 春の特別編 「夜汽車の男」（2002年） - 若い女
- 天才柳沢教授の生活（2002年）
- よい子の味方 〜新米保育士物語〜（2003年）
- ぼくの魔法使い（2003年）
- 特命係長 只野仁（2003年） - ホステス
- 古畑任三郎 「すべて閣下の仕業」（2004年）
- アットホーム・ダッド（2004年）
- マザー&ラヴァー（2004年）
- 火曜サスペンス劇場 弁護士・朝日岳之助23（2005年） - 高野亮子
- 幸せになりたい!（2005年）
- 金曜エンタテイメント
  - 稲垣吾郎の金田一耕助シリーズ 女王蜂（2006年）
  - 新・細うで繁盛記2（2007年）
- 相棒
  - （2006年） - 二ノ宮加代子
  - （2012年） - 川野麻紀
- Ns'あおい（2006年）
  - Ns'あおいスペシャル（2006年）
- PS羅生門 警視庁東都署（2006年）
- 月曜ゴールデン 弁護士高見沢響子8（2006年） - 河合美紀子
- 東京、お天気雨…（2007年）
- 今週、妻が浮気します（2007年）
- 月曜ミステリー劇場 自治会長 糸井緋芽子 社宅の事件簿8（2007年）
- 裸の大将放浪記1（2007年）
- ガリレオ（2007年） - 山田晴美
- 渡る世間は鬼ばかり（2010年）
- 水戸黄門 第43部（2011年） - 女中頭
- 水曜ミステリー9
  - 多摩南署たたき上げ刑事・近松丙吉9（2012年） - レポーター
  - 作家探偵・山村美紗2（2012年） - 藤原沙智子
- 土曜ワイド劇場 温泉若おかみの殺人推理24（2012年） - 井上加奈子
- 遺留捜査（2012年） - アナウンサー
- 私の嫌いな探偵（2014年）
- 緊急取調室（2014年） - リポーター

### 映画
- ナット・ノーバディ（2004年）
- ホールドアップダウン（2005年）
- THE 有頂天ホテル（2006年） - ボニータ
- 東京フレンズ The Movie（2006年）
- 空の境界（2013年）

### WEB
- 東栄商事 リクナビ2008（2008年）